# Кампи Кастели (Бергамо)
Кампи Кастели је насеље у Италији у округу Бергамо, региону Ломбардија.
Према процени из 2011. у насељу је живело 18 становника. Насеље се налази на надморској висини од 252 м.